# Educación Artística en Chile

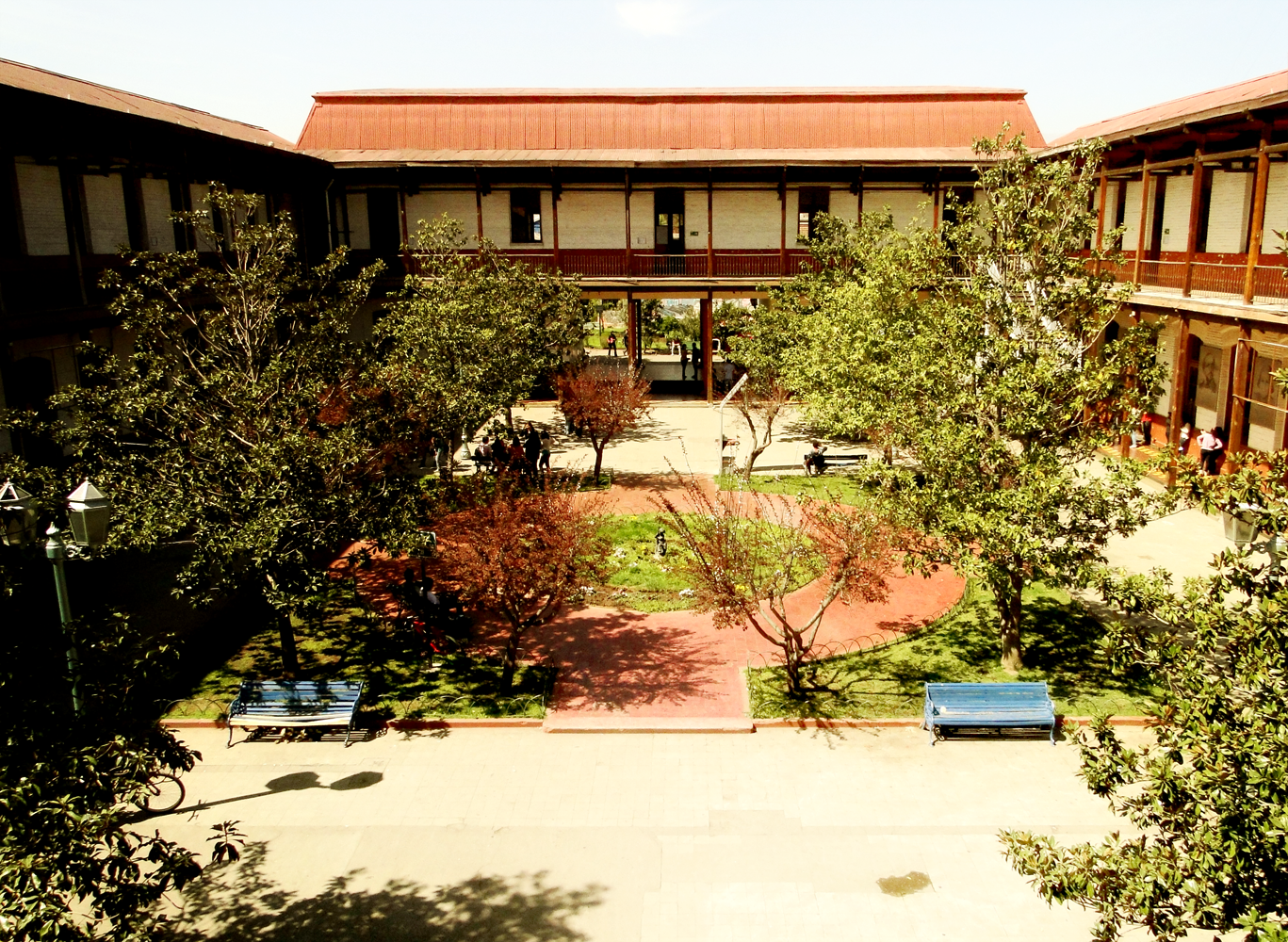
Interior de la Escuela de Artes y Oficios.

La educación artística se define como la vinculación de actividades creativas y expresivas, cuyo origen en Chile se remonta hacia finales del siglo XVIII con la creación de la Academia de San Luis en la ciudad de Santiago , lugar en el que se dictaban clases de dibujo, con la finalidad de formar artesanos. En un inicio, las academias o escuelas artísticas de Chile se ubicaron en la capital y alcanzaron mayor relevancia a finales del siglo XIX. 
En cada una de las escuelas se enseñaban y desarrollan distintas habilidades, por ejemplo, en la Escuela de Artes y Oficios, donde se dictaban talleres de carpintería, herrería, mecánica y fundición. Rápidamente, esta escuela adquirió un sólido prestigio, convirtiéndose en una de las más importantes de América Latina

## Historia

### Orígenes
Durante el siglo XIX se crearon las primeras instituciones educacionales y artísticas del país, entre las que se encontraban la Escuela Normal de Profesores, la Academia de Pintura, y  la Escuela de Artes y Oficios. En  1842 la Escuela Normal de Profesores dio el primer paso hacia la sistematización de la enseñanza artística al hacerse cargo de la formación de profesores para la asignatura de dibujo lineal. Dos años más tarde, se dispuso a utilizar como texto oficial para las clases de dibujo el libro “Principios de Dibujo Lineal” del arquitecto A. Bouillon. El texto incluía ejercicios prácticos de aplicaciones completas y escogidas a la arquitectura, carpintería, ebanistería, cerrajería, muebles, entre otras.
Entre los principios que estaban detrás de estas escuelas se encontraba el ideal de progreso y republicanismo, lo que favoreció la enseñanza artística bajo la promesa de construir una herramienta esencial para el desarrollo económico del país.
El eje central del sistema pedagógico impartido en su totalidad por profesores extranjeros fue el “dibujo lineal”. 
A finales de siglo, este modelo pedagógico comenzó a mostrar signos de crisis. La incertidumbre respecto a los ideales que sustentaban la educación artística fue decisiva en el replanteamiento de la disciplina, por lo que consideraron buscar nuevos modelos de enseñanza. Para esto, enviaron maestros nacionales a viajar a distintos países en busca de ideas y experiencias lo suficientemente óptimas para replicarlas en el país.
La Ley de Instrucción Primaria de 1860 estableció el reconocimiento formal en el currículum de la enseñanza del dibujo, pasando a tener carácter obligatorio.

### Institucionalización
En 1849, ante la denuncia realizada por Domingo Faustino Sarmiento sobre la escasez en los espacios para la formación artística que adolecían al arte chileno, se fundó la Academia de Pintura. El objetivo de esta institución, según su director Alejandro Cicarelli, fue formar artistas encargados de representar hechos gloriosos y decorar los templos y edificios públicos, pero también formar profesores de dibujo con una visión teórica y práctica consistente. El mismo año se fundó la Escuela de Artes y Oficios, orientada a la capacitación de artesanos en diversas áreas del quehacer industrial, para obtener una mayor autonomía en la producción de bienes que el país debía comprar en el extranjero. 

### sigloXX
El primer Programa de dibujo en Educación primaria se implementó en 1901. El modelo pedagógico utilizado fue el de Bélgica, a raíz de esta acción surgieron diversas críticas respecto a las instrucciones artísticas impartidas, incluso después de varias décadas, surgieron diversos enfoques respecto a las verdaderas funciones de dicha metodología, lo que los llevó a replantear el método de estudio.
En 1940 se hizo el cambio de nombre de la asignatura de “dibujo” por “Artes plásticas”, con el objetivo de reorientar la asignatura, potenciando la creatividad y capacidad de apreciación. Los pedagogos concordaban en reconocer el valor formativo de la expresión artística en la etapa infantil. En 1950 las habilidades y técnicas comenzaron a ser ponderadas por sobre los parámetros funcionales. 

### Educación artística en el currículum escolar chileno
La incorporación de la educación artística en el currículum escolar chileno ha experimentado avances y retrocesos con el paso del tiempo. En 1920 se estipuló por primera vez una reforma que incluía canto y manualidades para hombres y costura para mujeres en el currículum escolar. 
Un importante retroceso en la incorporación de la educación artística en el currículum escolar chileno se vivió durante la dictadura militar, cuando en el año 1980 a través del decreto N° 4002 no se dio asignación horaria para las asignaturas de Artes Plásticas y Educación Musical. Mientras tanto, en 1990 se promovió una reforma que creó la Ley orgánica constitucional de educación (LOCE), la cual declaró el deber y la responsabilidad del estado en el desarrollo de la creación artística.
En 1996, se especificó que en segundo año la educación artística compuesta principalmente por artes visuales y por artes musicales, tendría tres horas de clases semanales, mientras que en el tercer y cuarto año básico, serían cuatro horas; en quinto y sexto grado tres horas, y por último en séptimo y octavo grado se registraron cuatro horas, de las cuales dos eran para artes visuales y dos para artes musicales. Este reglamento se aplicó a todas las instituciones educativas que no tuviesen sus propios planes y programas de estudio en el área.
En tanto, el marco curricular para la Educación Media aprobado en 1998, incluye en el ámbito de Formación General y de manera obligatoria, a la Educación Artística, considerando como parte de ella, al igual que los años anteriores, las Artes Visuales y las Artes Musicales, aunque los establecimientos también pueden decidir impartir sólo una de estas áreas. 

### Actualidad
En el primer gobierno de Michelle Bachelet, se promulgó una nueva ley de educación para reemplazar la LOCE: la Ley General de Educación (LGE). En ella, la educación artística se considera una tercera modalidad de formación, a la par de la modalidad Científico - humanista y el Técnico profesional. Sin embargo, tras este avance vendría un tremendo retroceso.
En 2011, en medio de las movilizaciones estudiantiles y durante el primer gobierno de Sebastián Piñera, se aprobó el decreto N°2960 que implementó un nuevo plan de estudios que redujo las horas de arte en el currículum escolar de los cursos que corresponden al 2º ciclo de enseñanza básica. Es decir, a 5º y 6º básico se les redujo a 2 las horas de educación artística y en los niveles de 7º y 8º básico 2 horas en los establecimientos que no se encuentran adscritos a la Jornada Escolar Completa (JEC). Los que sí se encuentran con JEC, desde 5 º a 8º básico deben reducir de a 3 horas el área dedicada al arte.
Han pasado 164 años desde la fundación de la Academia de Pintura de Santiago de 1846, momento en el que se comenzó a impartir educación artística. El principal objetivo fue dotar a la sociedad de un orden social y cultural en base a una estructura impulsada por pintores y escultores.
El Dr. Luis Hernán Errázuriz L, explica en su obra “La Educación Artística en el Sistema Chileno” (2001), que “la enseñanza del dibujo y la pintura, han estado en nuestro país por aproximadamente dos siglos, y durante este periodo la enseñanza artística se ha centrado fundamentalmente en el trabajo orientado hacia el desarrollo de habilidades hacia la apreciación y reflexión del patrimonio artístico” 
Existen las evidencias suficientes que permiten afirmar que la enseñanza ha sido visualizada para ayudar o derechamente complementar otras áreas disciplinarias como historia, geometría, caligrafía.